# Élections législatives de 1958 à La Réunion
Les élections législatives françaises de 1958 se déroulent les 23 et 30 novembre. Dans le département de La Réunion, trois députés sont à élire dans le cadre de trois circonscriptions.

## Élus
| Circonscription | Député élu                        | Parti | Parti   |
| --------------- | --------------------------------- | ----- | ------- |
| 1re             | Frédéric Champierre de Villeneuve |       | Modérés |
| 2e              | Valère Clément                    |       | UNR     |
| 3e              | Marcel Cerneau                    |       | Divers  |

## Système électoral
Pour la première fois depuis 1936, les élections législatives ont lieu au scrutin uninominal majoritaire à deux tours dans des circonscriptions uninominales.
Est élu au premier tour le candidat qui réunit la majorité absolue des suffrages exprimés et un nombre de voix au moins égal au quart (25 %) des électeurs inscrits dans la circonscription. Si aucun des candidats ne satisfait ces conditions, un second tour est organisé entre les candidats ayant réuni un nombre de voix au moins égal à 5 % des suffrages exprimés. Au second tour, le candidat arrivé en tête est déclaré élu.
Le seuil de qualification, basé sur un pourcentage relativement faible des suffrages exprimés, tend à faciliter l'accès au second tour de plus de deux candidats. Les candidats en lice au second tour peuvent ainsi fréquemment être trois, un cas de figure appelé « triangulaire ». Lorsque quatre candidats s'affrontent au second tour, on parle de « quadrangulaire ».

## Résultats

### Résultats à l'échelle du département
| Parti          | Parti                                          | Premier tour | Premier tour | Second tour | Second tour | Sièges |
| Parti          | Parti                                          | Voix         | %            | Voix        | %           | Sièges |
| -------------- | ---------------------------------------------- | ------------ | ------------ | ----------- | ----------- | ------ |
|                | Union pour la nouvelle République              | 23 595       | 25,35        |             |             | 1      |
|                | Modérés                                        | 12 816       | 13,77        | 18 916      | 69,26       | 1      |
|                | Droite parlementaire                           | 36 411       | 39,12        | 18 916      | 69,26       | 2      |
|                |                                                |              |              |             |             |        |
|                | Divers                                         | 21 559       | 23,16        |             |             | 1      |
|                | Parti communiste réunionnais                   | 21 524       | 23,12        | 8 396       | 30,74       | 0      |
|                | Mouvement républicain populaire                | 10 787       | 11,59        |             |             | 0      |
|                | Section française de l'Internationale ouvrière | 2 800        | 3,01         | 0           |             |        |
|                |                                                |              |              |             |             |        |
| Inscrits       | Inscrits                                       | 134 398      | 100,00       | 46 123      | 100,00      | 3      |
| Abstentions    | Abstentions                                    | 39 642       | 29,5         | 18 352      | 39,79       |        |
| Votants        | Votants                                        | 94 756       | 70,5         | 27 771      | 60,21       |        |
| Blancs et nuls | Blancs et nuls                                 | 1 675        | 1,77         | 459         | 1,65        |        |
| Exprimés       | Exprimés                                       | 93 081       | 98,23        | 27 312      | 98,35       |        |

### Résultats par circonscription

#### Première circonscription (Saint-Denis)
| Candidat | Candidat                              | Parti          | Premier tour | Premier tour | Second tour | Second tour |  |
| Candidat | Candidat                              | Parti          | Voix         | %            | Voix        | %           |  |
| --- | ------------------------------------- | -------------- | ------------ | ------------ | ----------- | ----------- |  |
| | Frédéric Champierre de Villeneuve élu | Modérés        | 12 816       | 40,09        | 18 916      | 69,26       |  |
| | Marcel Vauthier                       | MRP            | 10 787       | 33,74        | Retrait     | Retrait     |  |
| | Paul Vergès sortant                   | PCR            | 8 364        | 26,16        | 8 396       | 30,74       |  |
| |                                       |                |              |              |             |             |  |
| Inscrits | Inscrits                              | Inscrits       | 46 133       | 100,00       | 46 123      | 100,00      |  |
| Abstentions | Abstentions                           | Abstentions    | 13 678       | 29,65        | 18 352      | 39,79       |  |
| Votants | Votants                               | Votants        | 32 455       | 70,35        | 27 771      | 60,21       |  |
| Blancs et nuls | Blancs et nuls                        | Blancs et nuls | 488          | 1,5          | 459         | 1,65        |  |
| Exprimés | Exprimés                              | Exprimés       | 31 967       | 98,5         | 27 312      | 98,35       |  |
| Source : France, Ministère de l'intérieur. Les Elections législatives . Métropole., la Documentation française, 1960 (lire en ligne) |                                       |                |              |              |             |             |  |

#### Deuxième circonscription (Saint-Paul)
| | Valère Clément élu       | UNR            | 23 595 | 64,33  |  |  |  |
| | Eugène Agenor Dutremblay | PCR            | 10 281 | 28,03  |  |  |  |
| | Raymond Millot           | SFIO           | 2 800  | 7,63   |  |  |  |
| |                          |                |        |        |  |  |  |
| Inscrits | Inscrits                 | Inscrits       | 49 277 | 100,00 |  |  |  |
| Abstentions | Abstentions              | Abstentions    | 12 000 | 24,35  |  |  |  |
| Votants | Votants                  | Votants        | 37 277 | 75,65  |  |  |  |
| Blancs et nuls | Blancs et nuls           | Blancs et nuls | 601    | 1,61   |  |  |  |
| Exprimés | Exprimés                 | Exprimés       | 36 676 | 98,39  |  |  |  |
| Source : France, Ministère de l'intérieur. Les Elections législatives . Métropole., la Documentation française, 1960 (lire en ligne) |                          |                |        |        |  |  |  |

#### Troisième circonscription (Saint-Pierre)
| | Marcel Cerneau élu     | Divers         | 21 559 | 88,22  |  |  |  |
| | Antoine Mondon sortant | PCR            | 2 879  | 1,18   |  |  |  |
| |                        |                |        |        |  |  |  |
| Inscrits | Inscrits               | Inscrits       | 38 988 | 100,00 |  |  |  |
| Abstentions | Abstentions            | Abstentions    | 13 964 | 35,82  |  |  |  |
| Votants | Votants                | Votants        | 25 024 | 64,18  |  |  |  |
| Blancs et nuls | Blancs et nuls         | Blancs et nuls | 586    | 2,34   |  |  |  |
| Exprimés | Exprimés               | Exprimés       | 24 438 | 97,66  |  |  |  |
| Source : France, Ministère de l'intérieur. Les Elections législatives . Métropole., la Documentation française, 1960 (lire en ligne) |                        |                |        |        |  |  |  |